# Lohnstorf
Lohnstorf là một đô thị trong huyện Bern-Mittelland, bang Bern, Thụy Sĩ. Đô thị này có diện tích 1.8 km2, dân số thời điểm tháng 12 năm 2019 là 242 người.